# Ryder Cohen
Ryder Cohen (* im 21. Jahrhundert) ist ein US-amerikanischer Schauspieler.

## Leben
Ryder Cohens eigentliche Schauspielkarriere begann im Jahre 2014, als er in den Cast der Amazon-Instant-Video-Serie Gortimer Gibbon – Mein Leben in der Normal Street geholt wurde. Dort mimt er seit diesem Jahr Gardner Gibbon, den jüngeren Bruder des Protagonisten Gortimer Gibbon (gespielt von Sloane Morgan Siegel). In der deutschsprachigen Synchronfassung der Serie wird ihm von Remy Ciletti die Stimme geliehen. Parallel zur Serie wurde er 2015 auch in einer Episode der FX-Dramaserie Justified eingesetzt, wo er zuerst einen kleinen Jungen spielte, der danach als Zachariah Crowder, Sohn von Ava Crowder (Joelle Carter) und Boyd Crowder (Walton Goggins), hervorging.

## Filmografie
- 2015: Justified (Fernsehserie, 1 Episode)
- seit 2015: Gortimer Gibbon – Mein Leben in der Normal Street (Gortimer Gibbon's Life on Normal Street) (Fernsehserie)